# Ewenen
Die Ewenen (Lamuten, Even, Tungusen) sind ein indigenes Volk Nordost-Asiens.

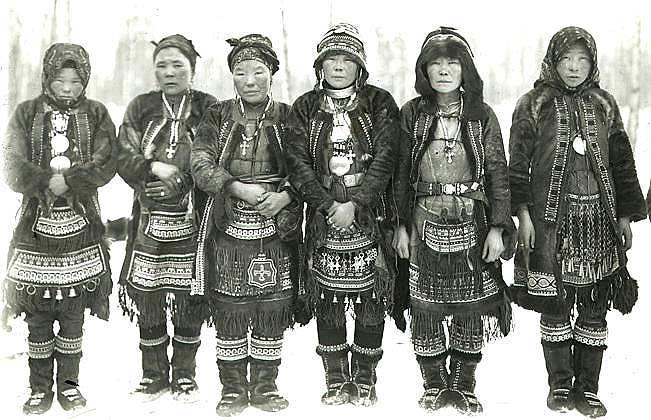
Ewenen-Frauen in Nationaltracht
Anfang 20. Jahrhundert

## Allgemeine Informationen
In Russland sind die ca. 12.000 (1987) Ewenen als „kleines Volk des Nordens“ registriert. Sie gehören zu den mandschu-tungusischen Völkern und leben überwiegend in der Republik Sacha, der Oblast Magadan, der Region Chabarowsk, im Autonomen Kreis der Tschuktschen und im Autonomen Kreis der Korjaken. In der Republik Sacha sind ihre Rechte durch besondere Gesetze geschützt. Dort besteht auch ein Nationaler Bezirk (Nazionalny Rajon). Die Ewenen sind nicht zu verwechseln mit den ebenfalls in Nordostasien siedelnden Ewenken.

## Sprachen
Die Mehrheit der Ewenen spricht heute kaum mehr die ewenische Sprache, sondern, speziell in Siedlungen und Städten, Russisch, vor allem aber Jakutisch. Obwohl seit 1932 eine Schriftsprache besteht und eine bescheidene Literatur auf Ewenisch entstand, droht das Ewenische auszusterben.

## Wirtschaft
Die Ewenen sind traditionelle nomadische Rentierzüchter und Jäger. Im Gegensatz zu den sehr großen Rentierherden in der westsibirischen Tundra sind die Herden der Ewenen der borealen Nadelwälder viel kleiner. In der sowjetischen Periode wurden sie sesshaft gemacht und letztendlich in Sowchosen (Staatsgütern) organisiert. Dort konnten sie zum Teil ihren traditionellen Beschäftigungen nachgehen. Einen erheblichen Einschnitt bildete die Industrialisierung in Teilen ihres Gebietes (insbesondere Bergbau, teils Holzwirtschaft) seit den 1930er Jahren, die mit der Einrichtung von Straflagern im System des Gulag einherging.
Nach dem Zusammenbruch der Sowjetunion lebte rund ein Drittel der Volksangehörigen weiterhin eine nomadische Lebensweise, die eine subsistenzwirtschaftliche Basis bietet. Der Doktorand der Anthropologie Nicolas Bureau formulierte es im Jahr 2018 dennoch als Problem, dass sich die Ewenen zu sehr über die Rentierzucht definieren würden.

## Religion
Die Ewenen wurden im 19. Jahrhundert durch die russisch-orthodoxe Kirche christianisiert. Einflüsse des Schamanismus sind jedoch bis heute bedeutsam und wurden im Rahmen eines synkretistischen Weltbildes integriert.

## Politik
In Russland sind die Ewenen der Gruppe der indigenen Völker des russischen Nordens, Sibiriens und des russischen Fernen Ostens zugeordnet, die im Dachverband RAIPON organisiert sind.